# UCI-Trial-Weltmeisterschaften/Mannschaftswertung
Die Mannschaftswertung ist ein Wettbewerb, der bei UCI-Trial-Weltmeisterschaften seit 1986 unter mehrfach wechselnden Bedingungen stattgefunden hat.

## Geschichte
Bis 2004 wurde die Mannschaftswertung aus den Einzel-Wettbewerben berechnet, indem die Ergebnisse der besten Fahrer jeder Nation aufsummiert wurden. Von 2004 bis 2014 wurde sie weiter aus den Einzel-Wettbewerben berechnet, jeder Verband musste jedoch zuvor die Fahrer benennen, die in die Wertung eingehen sollten. Seit 2015 handelt es sich um einen eigenständigen Wettbewerb.

### Status
Die Sieger-Mannschaften werden vom Radsport-Weltverband UCI seit Anbeginn in der Ehrenliste der WM-Gewinner geführt. Die Wertung scheint jedoch lange Zeit untergeordnete Bedeutung gehabt zu haben. Vor 2004 tauchte sie in den offiziellen Ergebnissen mal auf jeweils ohne Nennung einzelner Fahrer, mal nicht. Für 1990, 1993 und 2003 werden von der UCI keine Ergebnisse genannt; es ist unbekannt, ob die Wertung tatsächlich nicht durchgeführt oder lediglich vergessen wurde. Auch in Zeitungsberichten wird die Mannschaftswertung mal erwähnt und mal nicht.
Auch scheint es lange Zeit keine gesonderte Siegerehrung für die Mannschaftswertungen gegeben zu haben. In einer Sammlung der Podium-Fotos von 2001 kommen sie nicht vor, und noch 2004 war im Programm keine Siegerehrung vorgesehen. Dies war erst 2005 der Fall und ist seit 2006 fotografisch belegt.

### Regeln
Das Reglement für die Mannschaftswertung änderte sich des Öfteren. 1986 wurde es aus vier der Bestplatzierten jeder Nation in den damals sechs Kategorien berechnet. Als die Einzelwettbewerbe 1995 in eine 20- und eine 26-Zoll-Klasse geteilt wurden, geschah dies auch mit der Mannschaftswertung. Laut UCI-Regeln von 2000 gingen die drei besten Teilnehmer jeder Nation in die Wertung ein. Zugrunde gelegt wurde das Ergebnis der Qualifikation; dabei erhielt jeder Teilnehmer 100 Punkte abzüglich der Differenz seiner Fehlerpunkte und der des besten Teilnehmers. Laut Regelwerk sollte es getrennte Mannschaftswertungen für Elite und Junioren geben, in der Praxis wurden die Elite- und Junioren-Wertungen jedoch zusammengefasst, jeweils für 20 und 26 Zoll.
Ab 2004 wurden nicht mehr automatisch die besten Teilnehmer jeder Nation gewertet, stattdessen mussten die Verbände diese von vornherein benennen, und zwar je einen pro Kategorie (Männer 20″, Männer 26″, Frauen, Junioren 20″, Junioren 26″). Dadurch wurden erstmals auch die Frauen berücksichtigt. Von den fünf Fahrern gingen die vier besten Resultate in die Wertung ein. Ab 2009 waren die Wertungspunkte der Fahrer nur noch vom erzielten Rang und nicht mehr von den Fehlerpunkten abhängig. Diese Skala änderte sich in den Folgejahren, aber das Prinzip blieb das gleiche.
2015 wurde die Mannschaftswertung in einen eigenständigen Wettbewerb mit speziellen Regeln umgewandelt. Wie zuvor kann jede Mannschaft fünf Fahrer benennen, mindestens jedoch drei, die eine Sektion mit fünf Sektoren befahren. In jedem Sektor können die Fahrer zwischen verschiedenen Toren wählen, für deren erfolgreiche Bewältigung sie zwischen 10 und 40 Punkten erzielen. Es zählt die Summe aller fünf Fahrer. Ab 2025, mit der Schaffung der Juniorinnen-Kategorie, wird sich die Mannschaftsgröße auf sechs erhöhen.

## Resultate

### Einheitsklassement (1986–1994)
| Jahr | Austragungsort           | Gold                     | Silber                   | Bronze                   |
| ---- | ------------------------ | ------------------------ | ------------------------ | ------------------------ |
| 1986 | mehrere Läufe            | Spanien                  | Belgien                  | Italien                  |
| 1987 | mehrere Läufe            | Spanien                  | Belgien                  | Deutschland              |
| 1988 | mehrere Läufe            | Spanien                  | Deutschland              | Italien                  |
| 1989 | mehrere Läufe            | Deutschland              | Spanien                  | Tschechoslowakei         |
| 1990 | keine Ergebnisse bekannt | keine Ergebnisse bekannt | keine Ergebnisse bekannt | keine Ergebnisse bekannt |
| 1991 | mehrere Läufe            | Tschechoslowakei         | Spanien                  | Deutschland              |
| 1992 | Lorca                    | Spanien                  | Schweiz                  | Frankreich               |
| 1993 | keine Ergebnisse bekannt | keine Ergebnisse bekannt | keine Ergebnisse bekannt | keine Ergebnisse bekannt |
| 1994 | Zafra                    | Spanien                  | Deutschland              | Frankreich               |

### 20-Zoll-Klassement (1995–2003)
| Jahr | Austragungsort           | Gold                     | Silber                   | Bronze                   |
| ---- | ------------------------ | ------------------------ | ------------------------ | ------------------------ |
| 1995 | Großheubach              | Spanien                  | Deutschland              | Schweiz                  |
| 1996 | Zuoz                     | Spanien                  | Deutschland              | Schweiz                  |
| 1997 | Avoriaz                  | Deutschland              | Spanien                  | Polen                    |
| 1998 | Cartagena                | Spanien                  | Polen                    | Deutschland              |
| 1999 | Avoriaz                  | Spanien                  | Polen                    | Deutschland              |
| 2000 | Sierra Nevada            | Spanien                  | Deutschland              | Polen                    |
| 2001 | Vail                     | Spanien                  | Deutschland              | Polen                    |
| 2002 | Kaprun                   | Frankreich               | Spanien                  | Polen                    |
| 2003 | keine Ergebnisse bekannt | keine Ergebnisse bekannt | keine Ergebnisse bekannt | keine Ergebnisse bekannt |

### 26-Zoll-Klassement (1995–2003)
| Jahr | Austragungsort           | Gold                     | Silber                   | Bronze                   |
| ---- | ------------------------ | ------------------------ | ------------------------ | ------------------------ |
| 1995 | Großheubach              | Frankreich               | Deutschland              | Schweiz                  |
| 1996 | Zuoz                     | Frankreich               | Deutschland              | Schweiz                  |
| 1997 | Avoriaz                  | Frankreich               | Deutschland              | Belgien                  |
| 1998 | Cartagena                | Frankreich               | Spanien                  | Polen                    |
| 1999 | Avoriaz                  | Frankreich               | Spanien                  | Polen                    |
| 2000 | Sierra Nevada            | Frankreich               | Spanien                  | Polen                    |
| 2001 | Vail                     | Frankreich               | Spanien                  | Polen                    |
| 2002 | Kaprun                   | Frankreich               | Tschechien               | Polen                    |
| 2003 | keine Ergebnisse bekannt | keine Ergebnisse bekannt | keine Ergebnisse bekannt | keine Ergebnisse bekannt |

### Einheits-Klassement (seit 2004)
Seit 2004 müssen die für das Gesamtklassement zählenden Fahrer zuvor von ihren Verbänden benannt werden, eine bzw. einer für jede der fünf Einzel-Kategorien. Zum besseren Verständnis werden sie im Folgenden nach Kategorien geordnet, in der Reihenfolge Männer 20″, Männer 26″, Frauen, Junioren 20″, Junioren 26″. In einzelnen Fällen kamen Verbände mit nur vier Teilnehmern in die Medaillenränge, zumal bis 2014 nur die besten vier Ergebnisse in die Wertung einflossen.
| Jahr | Austragungsort                      | Gold                                                                                         | Silber                                                                                            | Bronze                                                                                          |
| ---- | ----------------------------------- | -------------------------------------------------------------------------------------------- | ------------------------------------------------------------------------------------------------- | ----------------------------------------------------------------------------------------------- |
| 2004 | Les Gets                            | Spanien Benito Ros Daniel Comas Mireia Abant David Garcia                                    | Deutschland Marco Hösel Stefan Lange Ann-Christin Bettenhausen Felix Heller Sebastian Hoffmann    | Schweiz Stefan Moor Roger Keller Karin Moor Sebastian Honegger                                  |
| 2005 | Livigno                             | Frankreich Florian Tournier Vincent Hermance Julie Pesenti Guillaume Dunan Marc Remy         | Spanien Benito Ros Daniel Comas Mireia Abant David Garcia                                         | Deutschland Marco Hösel Wilko Brandt Ann-Christin Bettenhausen Marco Thomä Max-Christian Schrom |
| 2006 | Rotorua                             | Frankreich Marc Caisso Vincent Hermance Julie Pesenti Nicolas Vuillermot Aurélien Fontenoy   | Deutschland Marco Hösel Sebastian Hoffmann Ann-Christin Bettenhausen Marco Thomä Matthias Mrohs   | Spanien Benito Ros Daniel Comas Mireia Abant Eduard Planas                                      |
| 2007 | Fort William                        | Spanien Benito Ros Daniel Comas Mireia Abant Eduard Planas Andreu Miro                       | Frankreich Marc Caisso Vincent Hermance Julie Pesenti Kevin Aglaé Aurélien Fontenoy               | Deutschland Sebastian Hoffmann Thomas Mrohs Elisa Brieden Julian Peter Hannes Herrmann          |
| 2008 | Val di Sole                         | Spanien Benito Ros Daniel Comas Gemma Abant Abel Mustieles Andreu Miro                       | Frankreich Marc Caisso Vincent Hermance Julie Pesenti Kevin Aglaé Théau Courtès                   | Schweiz Stefan Moor Roger Keller Karin Moor Loris Braun Jérôme Chapuis                          |
| 2009 | Canberra                            | Spanien Benito Ros Carles Diaz Gemma Abant Abel Mustieles Rafael Tibau                       | Frankreich Aurélien Fontenoy Gilles Coustellier Julie Pesenti Kevin Aglaé Anthony Grenier         | Belgien Wesley Belaey Kenny Belaey Roderique Timellini Nicolas Massart                          |
| 2010 | Mont Sainte-Anne                    | Spanien Benito Ros Abel Mustieles Gemma Abant Ion Areitio Rafael Tibau                       | Frankreich Aurélien Fontenoy Gilles Coustelier Marius Merger Morgan Vassor                        | Deutschland Matthias Mrohs Hannes Herrmann Andrea Wesp Raphael Pils Robin Fix                   |
| 2011 | Champéry                            | Frankreich Gilles Coustellier Vincent Hermance Marius Merger Yann Dunant                     | Deutschland Matthias Mrohs Hannes Herrmann Romina Fix Raphael Pils Robin Fix                      | Schweiz Loris Braun Jérôme Chapuis Karin Moor Lucien Leiser David Bonzon                        |
| 2012 | Saalfelden                          | Spanien Benito Ros Rafael Tibau Gemma Abant Bernat Seuba Eloi Paré Caballé                   | Frankreich Vincent Hermance Gilles Coustellier Marion Porcher Maxime Muffat Clément Méot          | Deutschland Matthias Mrohs Hannes Herrmann Andrea Wesp Raphael Pils Jonathan Sandritter         |
| 2013 | Pietermaritzburg                    | Spanien Benito Ros Rafael Tibau Gemma Abant Bernat Seuba                                     | Frankreich Aurélien Fontenoy Gilles Coustellier Marion Porcher Alex Rudeau Jérémy Descloux        | Deutschland Matthias Mrohs Hannes Herrmann Andrea Wesp Lucas Krell Jonathan Sandritter          |
| 2014 | Lillehammer                         | Deutschland Raphael Pils Hannes Herrmann Nina Reichenbach Dominik Oswald Moritz Mettenheimer | Frankreich Aurélien Fontenoy Vincent Hermance Marion Porcher Alex Rudeau Nicolas Vallée           | Spanien Abel Mustieles Rafael Tibau Gemma Abant Oriol Roca Sergi Llongueras                     |
| 2015 | Vallnord                            | Frankreich Benjamin Durville Vincent Hermance Manon Basseville Nicolas Fleury Nicolas Vallée | Schweiz Lucien Leiser Loris Braun Debi Studer Jonas König Tom Blaser                              | Deutschland Raphael Pils Hannes Hermann Nina Reichenbach Dominik Oswald Jannis Oing             |
| 2016 | Val di Sole                         | Frankreich Alex Rudeau Vincent Hermance Manon Basseville Louis Grillon Nicolas Vallée        | Spanien Abel Mustieles Rafael Tibau Irene Caminos Eloi Palau Jordi Araque                         | Deutschland Raphael Pils Dominik Oswald Nina Reichenbach Jonas Friedrich Jannis Oing            |
| 2017 | Chengdu                             | Frankreich Alex Rudeau Vincent Hermance Manon Basseville Louis Grillon Noah Cardona          | Deutschland Dominik Oswald Jonathan Sandritter Nina Reichenbach Noah Sandritter Raphael Zehentner | Schweiz Lucien Leiser Tom Blaser Debi Studer Romain Bellanger Christian Siegrist                |
| 2018 | Chengdu                             | Spanien Ion Areitio Sergi Llongueras Irene Caminos Alejandro Montalvo Martí Arán             | Deutschland Dominik Oswald Andreas Strasser Nina Reichenbach Noah Sandritter Oliver Widmann       | Frankreich Alex Rudeau Nicolas Vallée Manon Basseville Arnaud Janin Nathan Charra               |
| 2019 | Chengdu                             | Spanien Alejandro Montalvo Sergi Llongueras Vera Barón Toni Guillén Daniel Barón             | Schweiz Lucien Leiser Tom Blaser Debi Studer Loris Gonzalez Vito Gonzalez                         | Frankreich Louis Grillon Nicolas Vallée Manon Basseville Thomas Jeu Charles Chibaudel           |
| 2020 | nicht ausgetragen (Corona-Pandemie) | nicht ausgetragen (Corona-Pandemie)                                                          | nicht ausgetragen (Corona-Pandemie)                                                               | nicht ausgetragen (Corona-Pandemie)                                                             |
| 2021 | Vic                                 | Spanien Borja Conejos Julen Saenz Vera Barón Martí Riera Daniel Cegarra                      | Frankreich Louis Grillon Nicolas Vallée Manon Basseville Thomas Jeu Charles Chibaudel             | Deutschland Dominik Oswald Oliver Widmann Nina Reichenbach Jan Welte                            |
| 2022 | Abu Dhabi                           | Spanien Borja Conejos Daniel Barón Vera Barón Nil Benítez Daniel Cegarra                     | Frankreich Louis Grillon Vincent Hermance Nina Vabre Robin Berchiatti Pierre Chasseuil            | Deutschland Dominik Oswald Oliver Widmann Nina Reichenbach Jan Welte Lennart Höchster           |
| 2023 | Glasgow                             | Spanien Borja Conejos Daniel Barón Vera Barón Victor Pérez Daniel Cegarra                    | Frankreich Louis Grillon Vincent Hermance Nina Vabre Robin Berchiatti Luka Pasturel               | Großbritannien Adam Morewood Charlie Rolls Oliver Weightman Elliott Cooper                      |
| 2024 | Abu Dhabi                           | Spanien Eloi Palau Julen Saenz Vera Barón Victor Pérez Ferran Gonzalo                        | Frankreich Robin Berchiatti Nathan Charra Nina Vabre Guillaume Camus Roman Salaun                 | Deutschland Jonas Friedrich Oliver Widmann Nina Reichenbach Dennis Arnold Carl Gustaf Christ    |

## Medaillenspiegel
Die folgende Tabelle fasst alle oben aufgeführten Wettbewerbe zusammen. In den acht Jahren von 1995 bis 2002 wurden zwei getrennte Mannschaftswertungen durchgeführt.
| Platz  | Land             | Gold | Silber | Bronze | Gesamt |
| ------ | ---------------- | ---- | ------ | ------ | ------ |
| 1      | Spanien          | 24   | 10     | 2      | 36     |
| 2      | Frankreich       | 15   | 11     | 4      | 30     |
| 3      | Deutschland      | 3    | 14     | 14     | 31     |
| 4      | Tschechoslowakei | 1    | 0      | 1      | 2      |
| 5      | Schweiz          | 0    | 3      | 8      | 11     |
| 6      | Polen            | 0    | 2      | 9      | 11     |
| 7      | Belgien          | 0    | 2      | 2      | 4      |
| 8      | Tschechien       | 0    | 1      | 0      | 1      |
| 9      | Italien          | 0    | 0      | 2      | 2      |
| 10     | Großbritannien   | 0    | 0      | 1      | 1      |
| Gesamt | Gesamt           | 43   | 43     | 43     | 129    |